# Ракошул-де-Сус
Ракошул-де-Сус (рум. Racoșul de Sus) — село у повіті Ковасна в Румунії. Адміністративно підпорядковане місту Бараолт.
Село розташоване на відстані 187 км на північ від Бухареста, 30 км на північний захід від Сфинту-Георге, 47 км на північ від Брашова.

## Населення
За даними перепису населення 2002 року у селі проживали 893 особи.
Національний склад населення села:
| Національність | Кількість осіб | Відсоток |
| -------------- | -------------- | -------- |
| угорці         | 881            | 98,7%    |
| цигани         | 7              | 0,8%     |
| румуни         | 5              | 0,6%     |

Рідною мовою назвали:
| Мова      | Кількість осіб | Відсоток |
| --------- | -------------- | -------- |
| угорська  | 888            | 99,4%    |
| румунська | 5              | 0,6%     |